# Orthonyx hypsilophus
Orthonyx hypsilophus Baird, 1985 è un uccello passeriforme estinto della famiglia degli Orthonychidae.

## Etimologia
Il nome scientifico della specie, hypsilophus, deriva dall'unione delle parole greche νψι (ypsi/upsi, "alto") e λοθοϛ (lophos, "margine"), col significato di "dal margine alto" (cfr. Hypsilophodon), in riferimento alla conformazione caratteristica delle ossa rinvenute, provviste di margine dorsale mediano pronunciato.

## Descrizione
L'unico resto finora rinvenuto ascrivibile a questa specie è un bacino incompleto ed un tarsometatarso, ambedue allo stato subfossile, dai quali si evince con sicurezza quasi assoluta sia che questi uccelli fanno parte della famiglia degli Orthonychidae (in virtù della conformazione unica delle ossa pelviche, atte a supportare una forte muscolatura necessaria per la ricerca del cibo) e che essi dovevano presentare dimensioni maggiori rispetto alle specie attualmente viventi.

## Biologia
Similmente ai corriceppi attuali, Orthonyx hypsilophus era un uccello essenzialmente terricolo (non essendo stati finora rinvenuti altri resti oltre al bacino è impossibile dire se fosse inadatto al volo o in grado di volare per brevi tratti come i suoi parenti moderni), che si nutriva di insetti ed altri invertebrati, nonché probabilmente di piccoli vertebrati, i quali venivano rinvenuti raspando lateralmente i detriti sul terreno con le forti zampe.

## Distribuzione e habitat
I resti subfossili di questi uccelli sono stati rinvenuti nel 1979 nel sito fossilifero risalente al Pleistocene superiore di Green Waterhole, nell'estremo sud-est dell'Australia Meridionale: nell'epoca in cui O. hyliolophus popolava quella zona, essa aveva già avviato un processo di inaridimento che aveva rimpiazzato la foresta pluviale con quella di xerofite (soprattutto eucalipto e melaleuca), sicché verosimilmente esso doveva essersi adattato a vivere in un ambiente più secco rispetto ai suoi congeneri moderni.